# Aracaju (tiểu vùng)
Aracaju là một tiểu vùng thuộc bang Sergipe, Brasil. Tiều vùng này có diện tích 860 km², dân số năm 2007 là 673884 người.